# Ropavejero

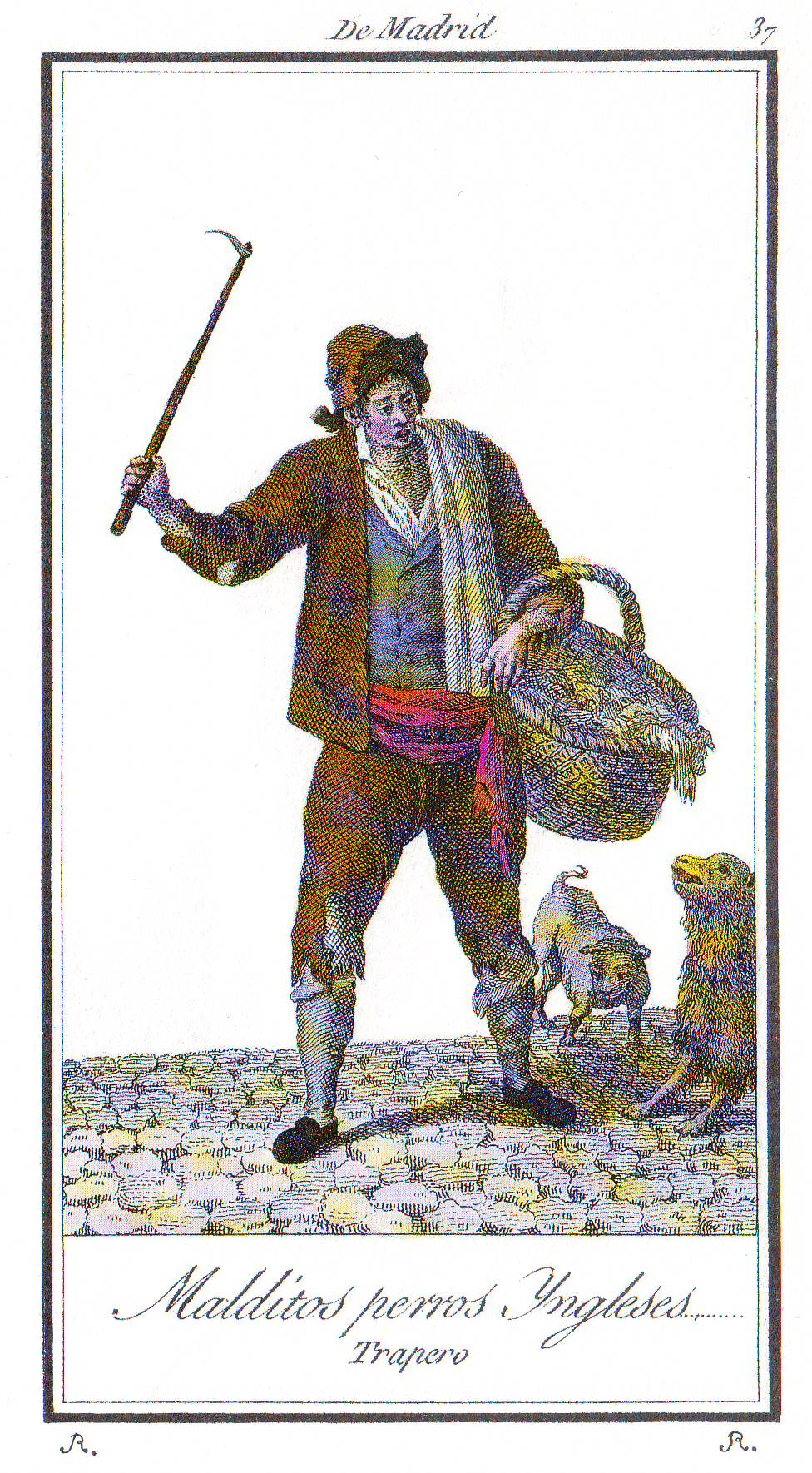
Trapero, en el catálogo de trajes de Madrid, dibujado por Antonio Rodríguez Onofre, y publicado en 1801.

Ropavejero o trapero  es la persona que compra y vende ropa, baratijas y demás útiles ya usados. Heredero del buhonero medieval, en el siglo XXI occidental sobrevive en asociación con chamarileros y cartoneros.

## Historia

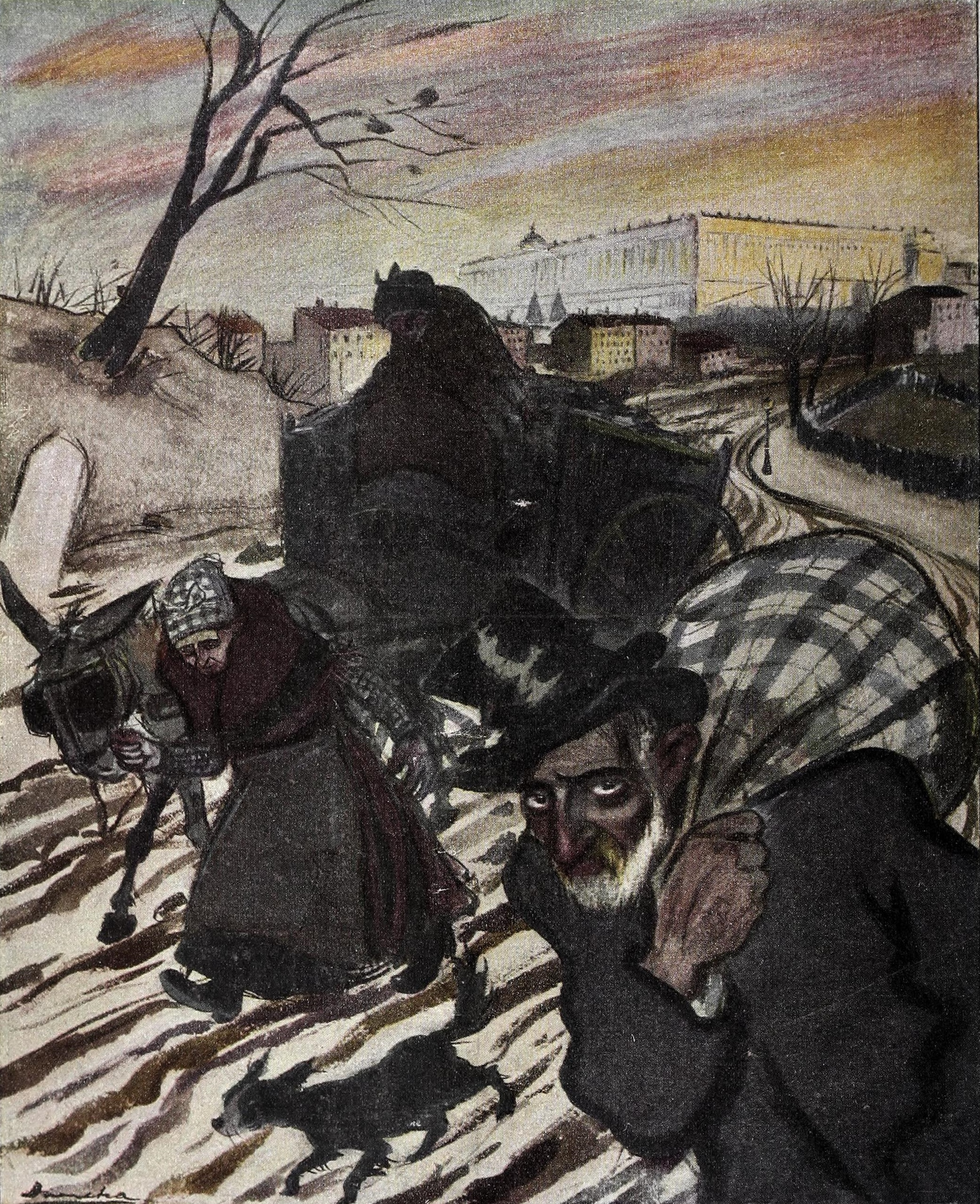
Los traperos, por Sancha (1906)

En el pasado, se trataba de un individuo que recorría las calles de una ciudad con una carreta tirada por un caballo, donde iba recolectando harapos y viejos utensilios que la gente ya no utiliza para venderlos en otros pueblos. Originalmente, este intercambio de artículos diversos (ropa, utensilios, o herramientas) era una actividad semejante al trueque: lo que se desechaba en un lugar resultaba de utilidad en otro.
En Inglaterra, por ejemplo, la expresión que traduce ropavejero es «rag and bone man» (literalmente, el hombre de las prendas viejas y los huesos) y se refiere a la recogida de prendas viejas y huesos, que se utilizaban para hacer pegamento, lijas u otras herramientas.
Un ropavejero para llamar la atención hacía tañer una campanilla y voceaba una melodía del tipo «compro y vendo usado», con variantes regionales y dialectos propios de la zona. En algunas grandes ciudades como México y São Paulo, algunos camiones de basura todavía tienen campanas para avisar a los habitantes que llegó la hora de sacar los desperdicios.
En la España bajomedieval y renacentista, el vocablo trapero se usaba para denominar a ciertos mercaderes de paños. Más tarde, pasó a usarse para designar a las  personas que se dedicaban a recoger trapos arrojados a la calle y lavarlos, con destino a la fabricación de papel. Con la elección de Madrid por Felipe II como capital de España en 1561, creció la población y los traperos proliferaron; aprovechaban muchos de los residuos generados por la población. Crearon su propio gremio que acogía a los ocupados en la búsqueda de trapos, papel, vidrio, metal y otros materiales que se echaban como inservibles a las calles y basureros. Desde mediados del siglo XVIII tenían encomendada, en exclusiva, la recogida y traslado de cadáveres de animales a basureros y muladares de las afueras.

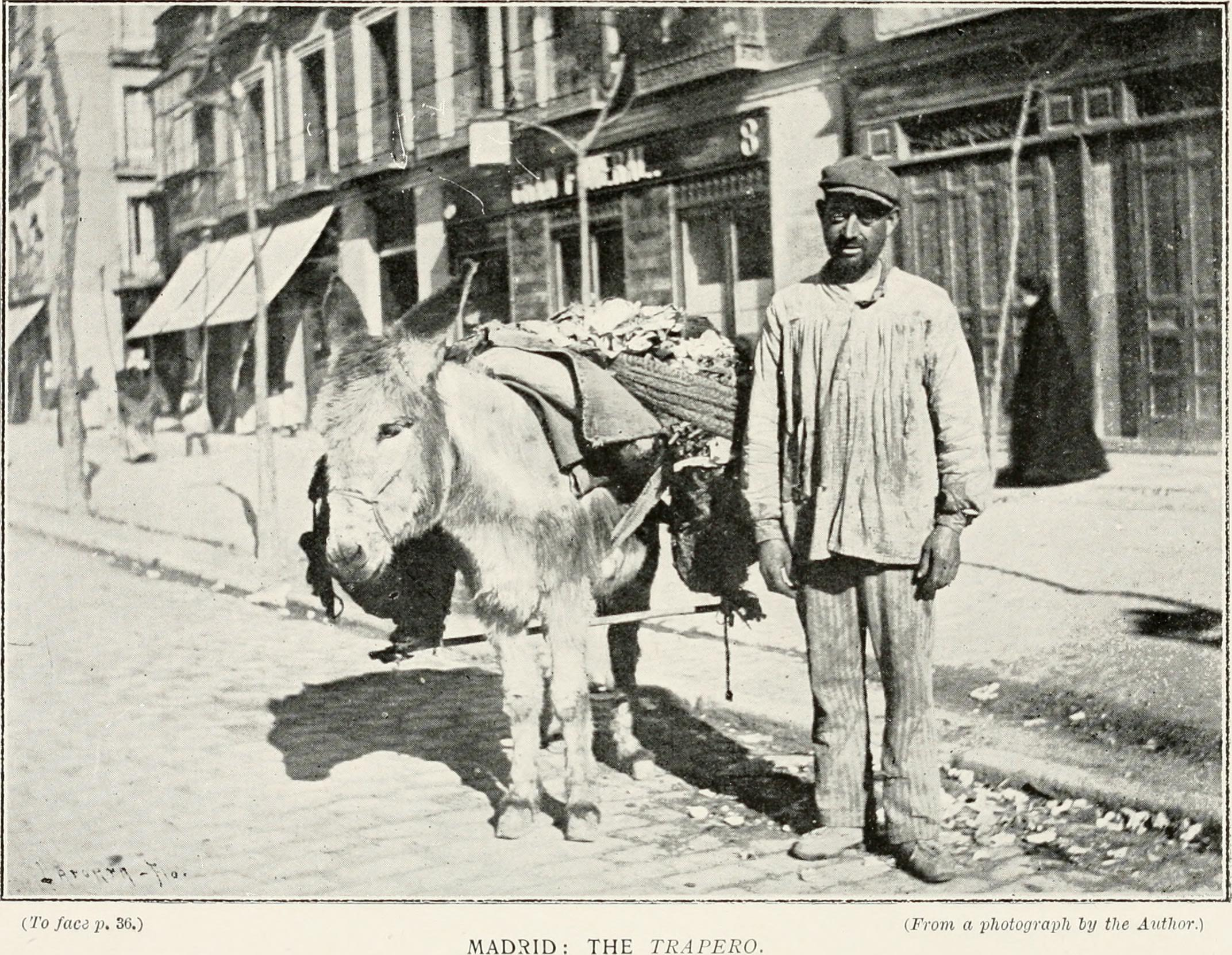
«Madrid: The trapero» (The Land of the Dons, 1902)

Al crearse, en 1792, la Real Escuela de Veterinaria de Madrid, al igual que se hacía en la Escuela de Veterinaria de Alfort (París), fue necesario aprovisionar de animales y de sus cadáveres para la enseñanza (anatomía, etc.), lo que se encomendó al Gremio de Traperos de Madrid. La relación duró hasta la segunda mitad del siglo XIX.